# Гимназия имени Пьера де Кубертена (Словакия)
Гимназия имени Пьера де Кубертена (словац. Gymnázium Pierra de Coubertina) — среднее учебное заведение в западнословацком городе Пьештяны, названное в честь Пьера де Кубертена, основателя современных Олимпийских игр.
Гимназия открылась в 1936 году. С тех пор её выпускниками стало более 8 000 учеников. Нынешнее название носит с 2002 года. В гимназии возможно обучение по четырёх- и восьмилетней программе. При гимназии работает фольклорный ансамбль Май, основанный в 1996 году.
В гимназии учились такие словацкие спортсмены, как Мартина Моравчова, Марсела Эрбанова и Ян Шлагор, принявшие участие в Летних олимпийских играх в Сиднее.
Учащиеся гимназии выпускают журнал «Гимназист». Журнал появился в 1971 году. С годами менялись его форма, внешний вид, графика и качество бумаги. Расцвет журнала пришёлся на период с 1983 по 1986 годы, когда он занимал первые места в конкурсах школьных журналов.
С 2014—2015 учебного года в гимназии работает психолог, в 2015—2016 учебном году открылись классы билингвального обучения.
Неофициальное словацкое сокращение, используемое для наименования гимназии — GYPY.